# Viziru
Viziru là một xã thuộc hạt Brăila, România. Dân số thời điểm năm 2002 là 6399 người.